# Antal Sigray

Antal Sigray

Graaf Antal Sigray de Alsósurány et Felsősurány (Ivánc, 12 mei 1879 – New York, 26 december 1947) was een Hongaars legitimistisch politicus.
Sigray studeerde in Engeland en Boedapest. In 1919 was hij een van de leiders van het Anti-bolsjewistische comité in Wenen, dat zich richtte tegen de communistische radenrepubliek in Hongarije. In augustus dat jaar stelde de regering van István Friedrich hem aan als bestuurlijk hoofd van West-Hongarije. Hij was lid van de Hongaarse Landdag van 1920 tot 1939. Vanaf 1920 werd hij op diplomatieke missie naar Zwitserland gestuurd, waar hij bij de grootmachten moest lobbyen om meer voor Hongarije uit de brand te slepen na het Verdrag van Trianon. Hij keerde naar Hongarije terug in oktober 1921 om de voormalige koning Karel IV bij te staan bij diens tweede couppoging om terug koning van Hongarije te worden. Toen deze poging mislukte werd hij enkele weken in hechtenis gehouden. Hij bleef echter zijn leven lang een legitimist, dat wil zeggen dat hij de Habsburgers als de wettelijke koningen van Hongarije zag.
In 1943 pleitte hij er openlijk voor dat Hongarije zich zou terugtrekken uit hun bondgenootschap met de asmogendheden. Hij werd hiervoor echter gearresteerd door de Duitsers en naar concentratiekamp Mauthausen gestuurd. Na zijn vrijlating verhuisde hij naar New York, waar hij in 1947 overleed.